# 하와이-알류샨 표준시

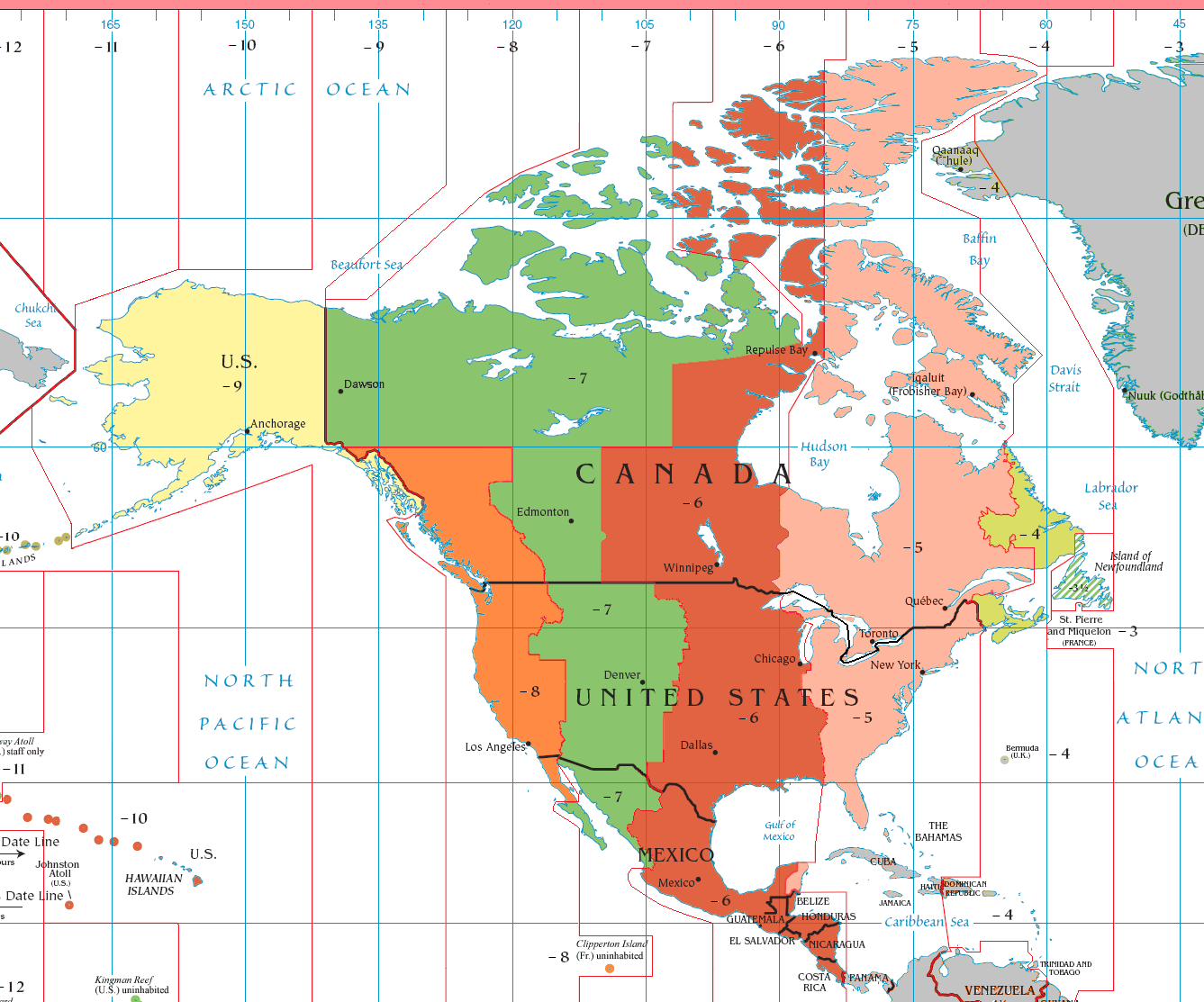
하와이-알류샨 표준시 등 북미 지역의 주요 표준시.

하와이-알류샨 표준시(Hawaii–Aleutian Time Zone)는 미국의 하와이주와 알래스카주, 알류샨 열도 일대에 사용하고 있는 시간대로 UTC보다 10시간이 늦는다.(UTC−10:00) 일광 절약 시간제를 쓰는 지역은 주로 알류샨 열도 일대에서만 서머타임이 따로 적용된다. 다만 하와이주는 서머타임의 대상이 되지 않는다. 다만 날짜 변경선과도 인접해 있는 유일한 시간대이며 러시아와 미국을 사이에 두고 태평양을 넘어가면 하루의 차이가 나는 시간대의 경계 요충지로 취급된다. 체감으로 볼 때 한국, 중국, 일본, 몽골, 베트남, 필리핀, 태국, 호주, 뉴질랜드에서 북미, 중남미 등지로 넘어오거나 혹은 미국을 거쳐 대서양을 지나 서유럽으로 내려오게 되더라도 시차가 많이 날 수도 있게 된다.

## 주요 사용 지역
하와이주
- 호놀룰루
- 힐로
- 카훌루이(영어판)
- 카파 (하와이주)(영어판)

알래스카주 및 기타 지역
- 에이댁섬
- 존스턴 환초

## 같이 보기
- 시간대
- UTC-10:00
- 알래스카 표준시